# La Musardine
La Musardine és alhora una llibreria eròtica, creada l'any 1995 i situada a l'11è districte de París, i una editorial eròtica, fundada el 1996.

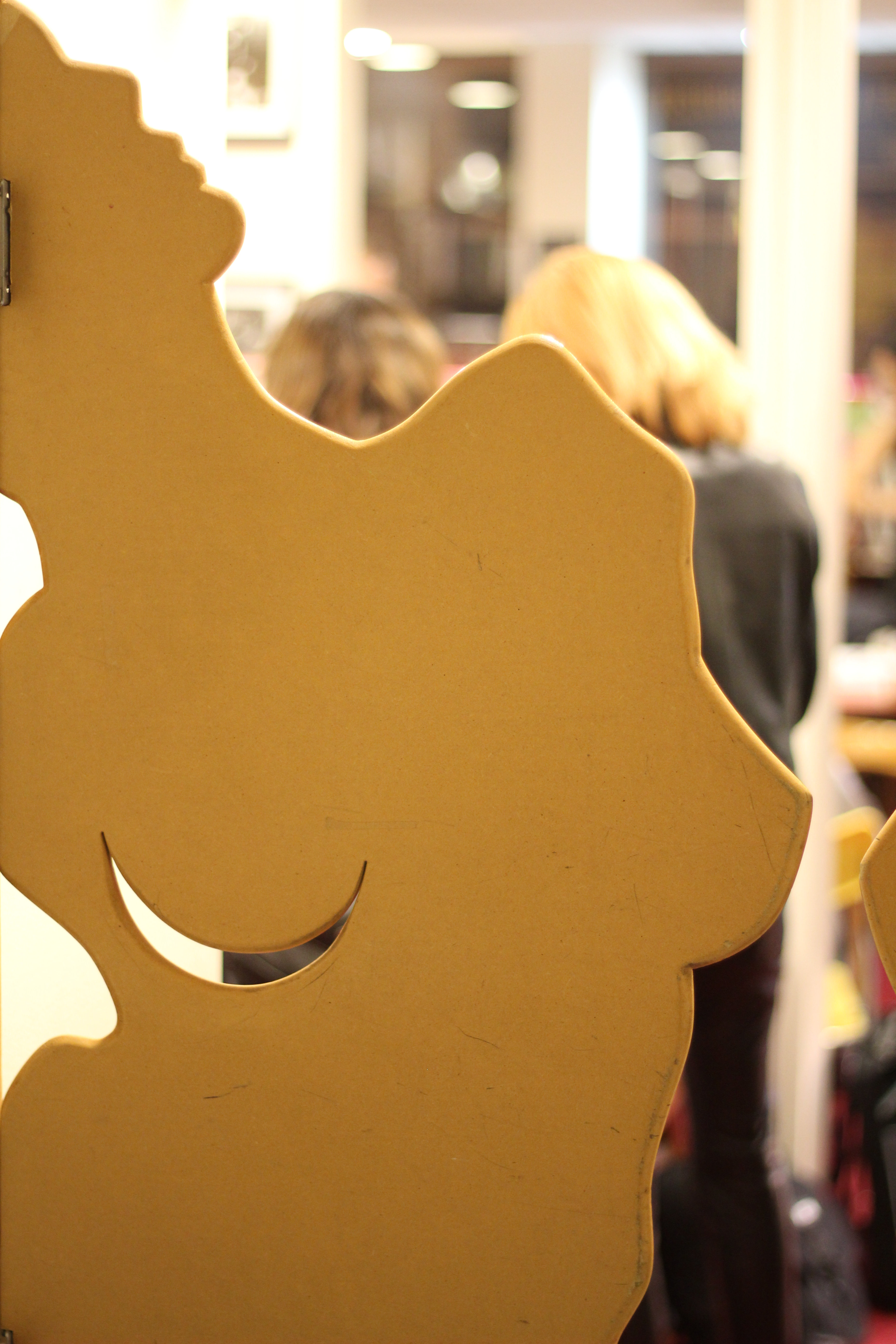
Còmics a La Musardine

## La llibreria
Fundada el setembre de 1995 per Sophie Rongiéras, la llibreria La Musardine, situada a la rue du Chemin-Vert, 122, a l'11è districte de París, ofereix tot tipus de llibres més o menys directament relacionats amb l'erotisme, editats per les editorials més clàssiques i també per les més especialitzades: novel·les, assaigs, guies pràctiques, llibres de fotos, llibres d'art, manga, còmics... També ven alguns DVD i accessoris eròtics,

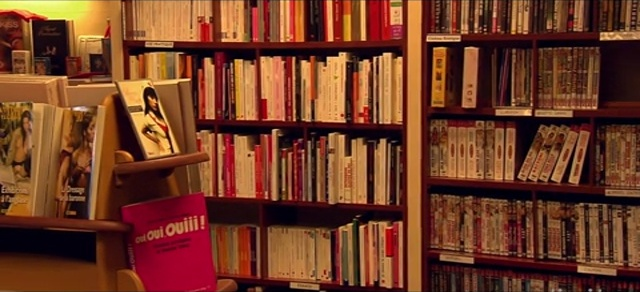
Mostra de llibres

La llibreria també organitza una vetllada mensual per presentar les seves últimes novetats amb la presència dels autors.
A més del seu aparador parisenc i de les seves vendes online, La Musardine també ofereix les seves produccions en forma de llibre electrònic per descarregar.

## L'editorial
Les edicions La Musardine van ser fundades l'any 1996 per Claude Bard, que encara avui les gestiona amb Anne Hautecoeur, directora editorial. L'editorial reivindica l'eclecticisme, impulsat per l'ambició de declinar l'erotisme en totes les seves formes, a través de diferents col·leccions adaptades a cada públic.

### Les col·leccions

#### Les lectures amoureuses
Dirigida durant molt de temps, des dels seus inicis, per Jean-Jacques Pauvert, aquesta col·lecció de butxaca publica textos del repertori eròtic clàssic a baix cost (Sade, Pierre Mac Orlan, Henry Miller, Anaïs Nin…) i contemporani (Esparbec, Elsa Linux, Gala Fur…). És la col·lecció de referència de literatura eròtica per excel·lència.
És a aquesta col·lecció que s'ha adjuntat la publicació del text complet de Ma vie secrète, traducció de My secret life, en què un anglès de l'època victoriana relata la seva vida sexual pel menú.
El 2001, Jean-Jacques Pauvert va reeditar una de les obres mestres de la novel·la eròtica contemporània, Nous Deux - Simples Papiers Du Tiroir Secret, de Marcel Valotaire, que també va ser una de les més belles, però també una de les més cares publicades abans de la guerra.

#### Osez
Fundada l'any 2004 per Marc Dannam, la col·lecció Osez (Atreveix-te) ofereix consells senzills, divertits i desinhibits sobre sexualitat en petites guies temàtiques com ara Atreveix-te a la sodomia, Atreveix-te al massatge tàntric, Atreveix-te als afrodisíacs, atreveix-te al llibertinatge, al striptease, o fins i tot Osez l’amour des rondes de Marlène Schiappa. Aquest darrer autor també publica sota el pseudònim de Marie Minelli amb en particular Osez votre divorce, Osez les sex friend en aquesta col·lecció.
Fins ara, té un catàleg de 65 títols, amb 650.000 exemplars venuts, amb un rècord per Osez tout savoir sur la fellation (60.000 exemplars venuts).

#### Osez 20 histoires
Fundada el 2010 i dirigida per Stéphane Rose, la col·lecció Osez 20 histoires està especialitzada en novel·les eròtiques. Cadascun dels seus volums ofereix 20 històries diferents sobre la mateixa temàtica (Osez 20 histoires d’amour et de sexe, Osez 20 histoires érotiques de Noël, Osez 20 histoires de soumission et domination, Osez 20 histoires de sexe en train…) escrites per 20 autors professionals i amateurs.

#### Attrape-Corps
Dirigida successivament per Stéphane Lévy-Kuenz, Serge Koster, Sarah Chiche i Marie-Anne Paveau, la col·lecció Attrape-Corps ofereix assaigs exigents i impertinents sobre qüestions de sexualitat, escrites per especialistes com Emmanuel Pierrat (Le sexe et la loi), Ruwen Ogien (La liberté d’offenser), Gérard Zwang (Éloge du con), Laurent de Sutter (Pornostar) o Stéphane Rose (Défense du poil - Contre la dictature de l'épilation intime) ?.

#### G
G, col·lecció dirigida per Octavie Delvaux, "una col·lecció per a dones, per dones".

#### La col·leccióClassX
LLa col·lecció ClassX ofereix textos no eròtics del repertori clàssic en què s'han integrat escenes eròtiques, escrits per autors contemporanis. Manon Lescaut, Carmen, Candide i les Tales of the Grotesque and Arabesque d'Edgar Allan Poe ja s'han publicat fins avui.

### Còmics eròtics
La Musardine, sota el segell Dynamite o amb el seu propi nom, també publica un gran nombre de còmics eròtics, com els de Baldazzini, Giovanna Casotto, Ardem o Erich Von Götha i distribueix la revista espanyola Kiss Comix sota el títol La Poudre aux Rêves. És sobretot a La Musardine a qui devem la reedició de la sèrie Blanche Epiphanie de Jacques Lob i Georges Pichard en diversos volums des de 2012.